# 岡崎女子大学
岡崎女子大学（おかざきじょしだいがく、英語: Okazaki Women's University）は、愛知県岡崎市中町1丁目8番地4に本部を置く日本の私立大学。2013年創立、2013年大学設置。

## 沿革
- 2012年（平成24年）3月 - 学校法人清光学園は大学設置・学校法人審議会に4年制大学の認可を申請。同年11月2日、前日に出された認可答申を田中眞紀子文部科学大臣が反古にする発言をしたことから社会問題に発展した。
- 2012年（平成24年）11月8日 - 大学設置が認可される[1][2]。
- 2013年（平成25年）4月1日 - 岡崎女子大学が開学[1]。岡崎女子短期大学学長の長柄孝彦が初代学長に就任した[3]。入学定員100名
- 2017年（平成29年）4月1日 - 名古屋女子大学短期大学部教授の林陽子が学長に就任[4]。

## 方針

### 教育・研究上の目的
- 岡崎女子大学は子ども教育学部子ども教育学科を設置する教育保育系の単科大学である。子ども教育学部子ども教育学科の定員は100名であり、小学校教諭一種免許状、幼稚園教諭一種免許状と保育士資格を取得し、主として小学校・幼稚園・保育所・こども園・児童福祉施設などへの就職を目指す教員や保育士を養成する。
- 子ども教育学部子ども教育学科の教育研究対象は、教育学・保育学である。子ども教育学部は、伝統的な教育学・保育学を教育研究の中核としつつ、変容する現代社会のニーズを的確に受け止め、子どもを取り巻く複雑で多様な問題に関して柔軟な視点を用いた研究を行い、その成果を保育者養成に具体的に反映していくことをその教育的使命としている。

### 建学の精神
- 自己実現と社会貢献
- 「自分の頭で考え、自分の心で感じ、自分の言葉や行動で表現する」という自律的な学習態度を通して学生が現代に生きる女性としての知恵と知識を獲得し、人間的な成長と目標の実現を目指すこと、また、意見の異なる人々をも含めて、周囲の人々と共生することの重要性を認識し、多くの人々の幸福実現のための努力を惜しまぬ誠実さを育むことが、岡崎女子大学の精神である。

## 基礎データ

### 所在地
- 愛知県岡崎市中町1丁目8番地4

### 交通アクセス
- 名鉄名古屋本線東岡崎駅から名鉄バス「岡崎げんき館前」下車
- JR岡崎駅から東岡崎駅で乗り換え、名鉄バス「岡崎げんき館前」下車（快速の場合は、「岡崎げんき館前」直通があります。）

## 学部・学科
- 子ども教育学部
  - 子ども教育学科

### 教育
- 小学校教員養成課程を設置し、2年次から分かれる2コース制を導入。小学校教諭をめざす「学校教育コース」、保育者をめざす「幼児教育・保育コース」がある。
- 4年次には約8か月間の「長期フィールド実習」がある。
- また、毎年12月には「子ども教育フォーラム」を開催している。

### 資格取得について
- 小学校教諭一種免許状、幼稚園教諭一種免許状、保育士資格が取得できる。

## 付属機関
- 図書館

## 学生生活

### クラブ・サークル活動
- ダンス部、バレーボール部、バドミントン部、卓球部、バスケットボールサークル、テニスサークル、ソフトボールサークル、陸上同好会、児童文化研究部はとぽっぽ、Hobbit、Music Band、託児ボランティアサークルすくすくラビッツ、茶道部など
- 特にダンス部は「全日本高校・大学ダンスフェスティバル（神戸）」や「アーティステック・ムーブメント・イン・トヤマ」等に出場し、優秀な成績を収めている。

### 大学祭
- 岡崎女子大学と岡崎女子短期大学の大学祭は丘咲祭（おかざきさい）と呼ばれ、11月に開催されている。

### キャンパス
- 1号館～7号館
- 大体育館
- 小体育館
- 学生ホール
- SKホール
- ピアノ個人レッスン室
- パソコン教室
- カフェテリア
- 子ども図書室
- ラーニングプラザ
- hyggeエリア（あそびの箱・ともそだち広場・おはなしの森）　ほか

## 国際交流
- セント・マーティンズ大学（アメリカ／ワシントン州）
- カトリック上智大学校（韓国／安東市）

## 付属学校
- 岡崎女子短期大学
- 岡崎女子短期大学付属嫩（ふたば）幼稚園
- 岡崎女子短期大学付属第一早蕨幼稚園
- 岡崎女子短期大学付属第二早蕨幼稚園
- 幼保連携型認定こども園たかねこども園